# Paronychia capitata
Paronychia capitata är en nejlikväxtart. Paronychia capitata ingår i släktet prasselörter, och familjen nejlikväxter.

## Underarter
Arten delas in i följande underarter:
- P. c. atlantica
- P. c. canariensis
- P. c. capitata

## Bildgalleri

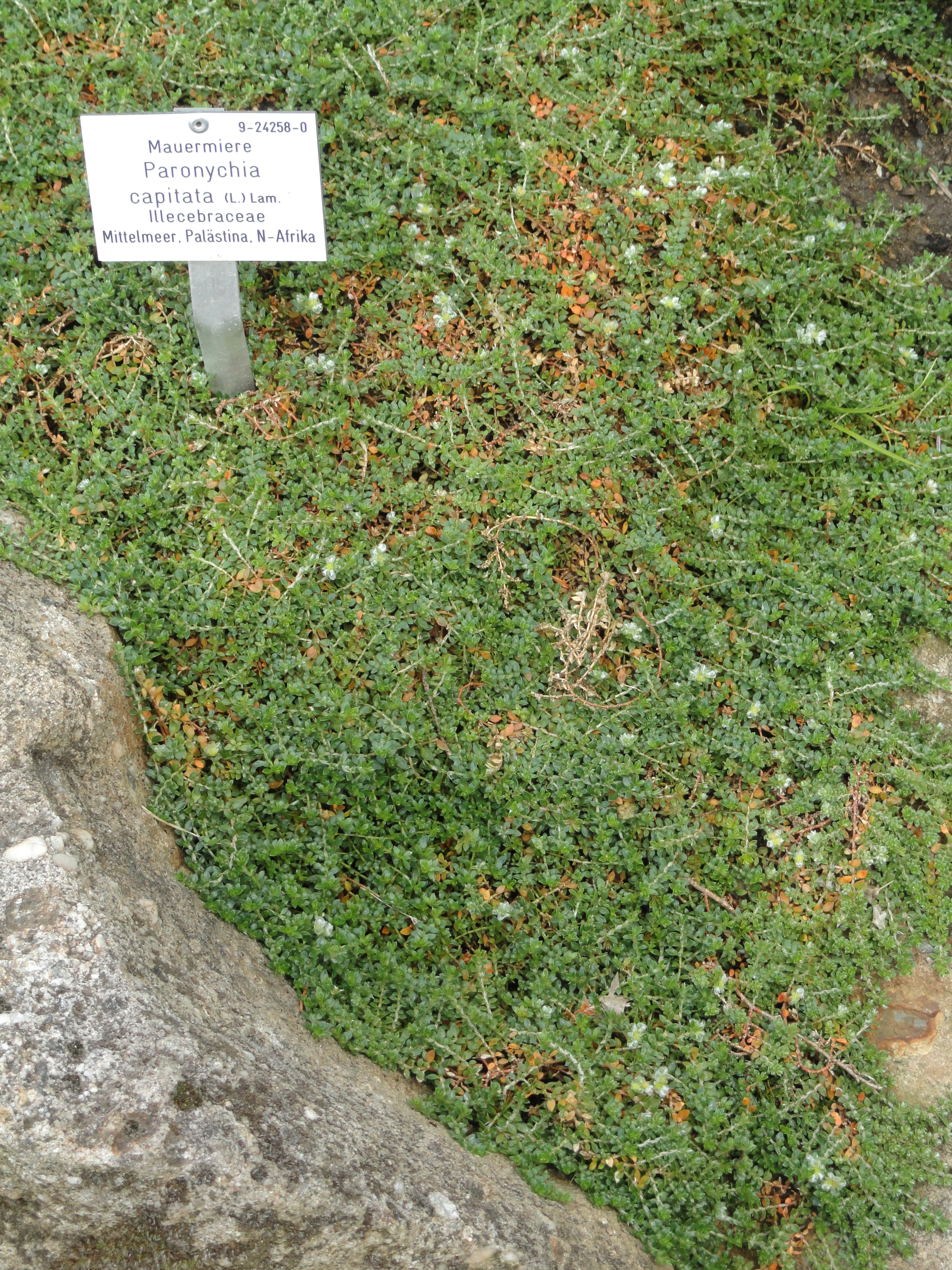